# 赤山塘
31°50′21″N 119°05′05″E / 31.83917°N 119.08472°E
赤山塘也作赤山湖，位于中国江苏省句容市西南，因西邻赤山而得名。原为承接周围一些山区来水的自然湖荡，下注秦淮河，是秦淮河水系上游唯一的一座天然湖泊。相传东吴赤乌二年（239年）始筑赤山塘，蓄水成湖。南朝齐沈瑀在建武年间（494～498年）对赤山塘进行了大修。隋代废弃。唐代唐高宗麟德年间（664～665年）升州句容县令杨延嘉按照南朝梁时代的故堤重修，后来渐渐废弃。天宝中改名绛岩湖。唐代宗大历十二年（777年）县令王昕又重新修筑。周长百里，建两斗门调节蓄泻，号称能够灌溉田地万顷。然而经历代围垦利用，湖面逐渐缩小，同时使水土流失加剧，湖底淤积加快，湖水排泄不畅，常破圩决堤，泛滥成灾。
2010年启动了“退渔还湖”工程，将恢复赤山湖8.8平方公里面积，使总库容达8400万方，防洪总库容可达6160万方。工程完工后赤山湖将形成一个4平方公里的开阔湖面。